# Radkovy
Radkovy (en allemand : Radkow) est une commune du district de Přerov, dans la région d'Olomouc, en République tchèque. Sa population s'élevait à 155 habitants en 2020.

## Géographie
Radkovy se trouve à 6 km au nord-ouest du centre de Bystřice pod Hostýnem, à 12 km à l'est-sud-est de Přerov, à 31,5 km à l'est-sud-est d'Olomouc et à 241 km à l'est-sud-est de Prague.
La commune est limitée par Radkova Lhota au nord, par Blazice à l'est, par Lipová au sud et par Dřevohostice à l'ouest.

## Histoire
La première mention écrite de la localité date de 1371.

## Transports
Par la route, Radkovy se trouve à 9,5 km de Bystřice pod Hostýnem, à 14,5 km de Přerov, à 32 km de Zlín, à 40 km d'Olomouc et à 299 km de Prague.